# Nick Vujicic
Nicholas James Vujicic (Melbourne, 4 de diciembre de 1982) es un predicador y orador motivacional australiano. Director de Life Without Limbs, una organización para personas con discapacidades físicas, posee el síndrome de tetraamelia, lo que genera que le falten las cuatro extremidades. Es conocido por ser el protagonista del cortometraje El circo de las mariposas. 
Vujicic es un conferenciante que ha viajado alrededor del mundo contando su experiencia de vida, impartiendo mensajes de motivación y superación desde su punto de vista. Él acredita a Dios el éxito de sus logros y la victoria sobre sus luchas personales.[cita requerida] Ha escrito cuatro libros.

## Biografía

### Infancia
Nick es el hijo primogénito del matrimonio de origen serbio formado por Dushka Vujicic y su esposo, el pastor evangélico Boris Vujicic, inmigrantes serbios de Yugoslavia. Nació en Melbourne, Victoria, el 4 de diciembre de 1982.
Su madre era una cirujana de nacionalidad australiana que debido a su trabajo sabía todas las medidas que debía tener durante su embarazo y tuvo especial cuidado del mismo. No obstante, el bebé nació con una agenesia, siendo afectado por el síndrome de tetra amelia, el cual se caracteriza por la carencia de las extremidades. Por lo mismo Nick nació sin brazos ni piernas; solamente tiene una pequeña formación o meromelia en el lado inferior izquierdo. Al principio sus padres se sintieron aterrados por su estado de discapacidad, pero agradecidos porque al menos Nick tenía salud.
Originalmente, los dedos de uno de sus pies estaban fusionados. Se realizó una operación para separar los dedos de los pies para que pudiera usarlos como dedos para agarrar. Vujicic se refiere a ellos como su "muslo de apoyo
".
Durante su época escolar, Nick y su familia (incluyendo su hermano y hermana menores) se mudaron de Melbourne buscando mejores oportunidades. No obstante, el estado de Victoria les prohibió que él asistiera a una escuela regular debido a sus discapacidades físicas, a pesar de que sus capacidades mentales siempre fueron totalmente normales. Más tarde, las leyes del estado australiano cambiaron, y Vujicic se convirtió en uno de los primeros estudiantes discapacitados en integrarse a escuelas regulares. Al ser molestado por sus compañeros en la escuela, debido a su discapacidad, Vujicic tuvo episodios de depresión durante su infancia, y cuando tenía alrededor de ocho años, pensó en suicidarse.[cita requerida] A los diez años trató de ahogarse en la bañera, pero no se dejó morir por recordar el amor que le tenían sus padres.[cita requerida]
Vujicic aprendió a escribir utilizando ambos dedos de su pie izquierdo, así como un dispositivo especial que se desliza sobre el dedo gordo del pie y que usa para agarrar objetos. Aprendió a usar una computadora y a escribir texto a través del método de "talón y punta", jugar a la pelota, peinarse, lavarse los dientes y el cabello, contestar el teléfono, bañarse, entre otras actividades.
Después de orar numerosas veces para que le crecieran brazos y piernas, se sintió finalmente agradecido por su vida, y eventualmente se dio cuenta de que él era único en la clase de retos que tenía que enfrentar, y que su vida podría inspirar a otras personas.
A los 17 años, su mamá le mostró un artículo de periódico sobre una mujer que oraba con una discapacidad severa. Ahí comenzó a dar charlas en su grupo de oración.

### Carrera
Vujicic se graduó con 21 años de la Universidad Griffith, como Licenciado en Comercio, especializándose en Contabilidad y Planificación Financiera. Comenzó sus viajes como orador motivacional, enfocándose en los temas que la juventud de hoy en día debe enfrentar. También, da charlas para el sector corporativo, aunque su enfoque es ser un orador motivacional internacional también para comunidades no religiosas. Viaja con regularidad a distintos países para hablar en congregaciones, escuelas y grandes congresos.
A la edad de 25 años, Vujicic quiso ser económicamente independiente. Decidió promocionar sus palabras mediante el show de Oprah Winfrey. Su primer libro, que completó a finales de 2009, se tituló “No Arms, No Legs, No Worries!” (¡Sin brazos, Sin Piernas, Sin Preocupaciones!)
Un DVD, “El gran propósito de la vida”, está disponible en su sitio web, Life Without limbs. La mayor parte de este DVD fue grabada en 2005, incluyendo un breve documental sobre su vida hogareña y cómo hace cosas normales sin extremidades. La segunda parte del DVD fue grabado en Brisbane, y fue una de sus primeras convenciones motivacionales. Su DVD “No Arms, No Legs, No Worries!” está disponible en la red mediante su corporación de oración motivacional “Attitude is Altitude” (Actitud es Altitud).
La primera entrevista mundial en televisión de Vujicic, promocionada en 20/20 (ABC) con Bob Cummings, fue transmitida el 28 de marzo del 2008.
En 2009 participó en el cortometraje titulado El circo de las mariposas.
Vujicic también entrevistó a la surfista Bethany Hamilton, quien a pesar de no tener un brazo logró ganar en una competencia nacional.
En septiembre de 2011 visitó Chile a ofrecer una charla; siendo invitado y entrevistado por Felipe Camiroaga y Carolina de Moras en el programa Buenos días a todos, donde al primero se le notó profundamente emocionado. Camiroaga fallecería horas más tarde en un accidente aéreo. Vujicic aseguró sentir «honor por ser el último entrevistado de Felipe Camiroaga».
En 2013, participó en un film cristiano evangélico llamado "Hope for hurting hearts", donde se documentan sus experiencias cristianas de Vujicic, junto a la historia del cantante Jeremy Camp, y el pastor Greg Laurie. El film es narrado por James Dobson.

## Life Without Limbs
La organización Life Without Limbs, que Vujicic fundó en el 2005, está comprometida con dar motivación e inspiración a las personas sin extremidades, mediante discursos alrededor del mundo.
Habla de temas como el miedo, el rechazo, la depresión, el sufrimiento e incluso las oraciones sin respuesta. Las charlas se dan en ambientes no cristianos como colegios y otros lugares públicos.
Apareció en un documental sobre su vida en “Body Shock”. El documental se llama “Nacido sin extremidades” y fue transmitido el 5 de mayo de 2008.

## Vida personal
En febrero de 2012 contrajo matrimonio con Kanae Miyahara, una joven de padre japonés y madre mexicana. El primer hijo del matrimonio, Kiyoshi, nació en febrero de 2013 completamente sano, al igual que los menores Dejan, nacido en agosto de 2015, y las gemelas Olivia y Ellie nacidas en diciembre de 2017.
Desde 2002 vive en el estado de California, Estados Unidos.

## Obras

### Libros
- - Se las manos y los pies     de Cristo" (2019) Be the hands and feet
  - Amor sin límites (2015)
  - Un corazón sin fronteras (2014)
  - Un Alma Valiente:     Descubre la fuerza que hay en ti para vencer el bullying (y otras     adversidades) (2014)
  - Un espíritu invencible:     El increíble poder de la fe en acción (2012) - (Unstoppable:     The Incredible Power of Faith in Action)
  - Una vida sin límites:     Inspiración para una vida ridículamente feliz (2010) (Life     Without Limits: Inspiration for a Ridiculously Good Life)

### Filmografía
Como actor
- El circo de las mariposas (2009) - Will
- The Lost Sheep (2011) - Evangelista de televisión

Como productor
- NICK: Biography of a Determined Man (2010)
- Life's Greater Purpose
- No Arms, No Legs, No Worries!

Como invitado
- Hope for Hurting Hearts (2013)
- Serie de iTBN "Praise The Lord" - episodio del 19 de junio de 2013
- Oprah's Lifeclass, entrevista con Oprah Winfrey en enero de 2013[18]
- Buenos días a todos; entrevista con Felipe Camiroaga el 2 de septiembre de 2011
- Hoy - entrevista con "Morris" en mayo de 2005[19]